# Copa de Clubes de la CECAFA 1998
La Copa de Clubes de la CECAFA 1998 fue la 24.ª edición de este torneo de fútbol a nivel de clubes de África organizado por la CECAFA y que contó con la participación de 10 equipos representantes de África del Sur, África Central y África Oriental, 4 equipos menos que en la edición anterior.
El Rayon Sport de Ruanda venció al Mlandege FC de Zanzíbar en la final disputada en Zanzíbar para ser el primer equipo de Ruanda en ganar el torneo, mientras que el campeón defensor AFC Leopards de Kenia fue eliminado en la fase de grupos.

## Fase de grupos

### Grupo A
El Rayon Sport de Ruanda y el Ethiopia Coffee de Etiopía avanzaron a la siguiente ronda tras eliminar al Medlaw Megbi de Eritrea, AFC Leopards de Kenia y al Polisi FC de Zanzíbar.

### Grupo B
El Mlandege FC de Zanzíbar y el Young Africans SC de Tanzania fueron los clasificados a las semifinales de este grupo.

## Semifinales
| Equipo 1    | Resultado | Equipo 2          |
| ----------- | --------- | ----------------- |
| Rayon Sport | 3-1       | Young Africans SC |
| Mlandege FC | 2-1       | Ethiopia Coffee   |

## Tercer Lugar
| Equipo 1          | Resultado | Equipo 2        |
| ----------------- | --------- | --------------- |
| Young Africans SC | 0-1       | Ethiopia Coffee |

## Final
| Equipo 1    | Resultado | Equipo 2    |
| ----------- | --------- | ----------- |
| Rayon Sport | 2-1       | Mlandege FC |

## Campeón
| Copa de Clubes de la CECAFA 1998 |
| -------------------------------- |
| Bandera de Ruanda                |
| Rayon Sport 1º Título            |